# Списак српских награда
Српске награде се додељују успешним појединцима и институцијама чији је допринос евидентан и од интереса за српску културу и науку. Могу се поделити на награде за животно дело или за неки сасвим специфичан резултат. Додељују се да би се истакао сам добитник јавно пред публиком. Награде могу бити у виду дипломе, плакете, пехара, ордена и/или финансијских средстава. Према могућностима дародавца та средства могу бити симболична или значајна. 
Неки добитници се својих награда одричу у добротворне сврхе. Када се награда додељује младом лауреату она за њега је истовремено стимуланс, да активност којом се бави је запажена али и скреће пажњу јавности на његов даљи рад.

## Награде општег карактера
- Вукова награда
- Златни беочуг - за допринос култури Београда
- Награда Вукове задужбине - Београд
- Награда академије Иво Андрић - за животно дело
- Награда града Београда - Београд, раније Октобарска награда града Београда
- Награда «Константин Обрадовић» - за унапређење културе људских права
- Награда „Српски кривак“
- Повеља Карађорђе
- Повеља Карађорђевића - Београд
- Седмојулска награда
- Награда "Матија Бан" - београдска општина Чукарица

## Наука
- Доситејева награда
- Златни Хипократ - за достигнућа у медицини
- Награда „Бранко Раковић“ - за достигнућа у електроници, Београд и Ниш
- Награда Дискоболос (за најбоља остварења у области радио и телевизије и информационе технологије)
- Награда Др Зоран Ђинђић - Нови Сад
- Награда ИТ Глобус - информатика, рачунарство, телекомуникације - Београд
- Награда „Круна успеха“ - најбољи дипломци Београда
- Награда Мика Алас
- Награда „Младен Лесковац” - историја књижевности - Нови Сад
- Награда Никола Тесла
- Награда „Павле Ивић“ - Славистика - Београд
- Награда Проф. др Илија Стојановић
- Награда Сунчани сат - награда најхуманијима у области медицине - КЦС Београд
- Победник у беседништву - Правни факултет, Београд

## Политика
- Освајање слободе - Људска права, демократија, толеранција
- Достојан пријатељ Балкана зближавање различитих култура

## Просвета
- Награда Васа Пелагић - за врхунска остварења у образовању

## Здравство
- Награда Душица Спасић - награда за медицинске сестре

## Привреда
- Награда „Бели анђео“ - туризам
- Награда Друштва информатичара Србије - информатика
- Награда „ИТ Глобус“ - информатика, рачунарство, и телекомуникације
- Награда Златни кључ (намештај) - признање за квалитет и иновације намештаја, опреме и унутрашње декорације
- Награда Капетан „Миша Анастасијевић“
- Награда „Најбољи менаџер Србије“
- Градска награда „Светислав Стојановић“ - Београд
- Награда „Оскар престижа“
- Награда „Пословни човек“ - Београд
- Награде СИЕПЕ - Београд
- Награда Привредне коморе Србије
- Признање Привредник године - Жири привредних новинара, Београд

## Култура
- Награда „Глигорије Возаровић“ - Библиотека града Београда - најбољем издавачу, књиговесцу и књижару
- Награда „Марија Илић Агапова“ - Библиотека града Београда - најбољем београдском библиотекару
- Награда „Михаило Валтровић“ - најбоља изложба - Нови Сад
- Награда „Кнегиња Милица“ - Центар за хуманост, културу и православље додељује награду за највише домете на пољу хуманизма, уметничког стваралаштва, књижевног, ликовног, музичког и драмског, као и за очување православља и српске традиције.
- Награда Доситеј Обрадовић страном издавачу
- Награда Доситеј Обрадовић за животно дело

### Архитектура
- Награда Ранко Радовић - Београд

### Библиотекарство
- Награда „Ђура Даничић“
- Награда "Запис" - за развој и унапређење библиотечко-информационе делатности - Библиотекарско друштво Србије
- Награда "Јанко Шафарик"
- Награда „Милорад Панић-Суреп“ - Заједница библиотека Србије - библиотекама за запажене резултате на унапређењу библиотечке струке, богаћењу књижних фондова, проширењу и оплемењивању библиотечких просторија и ширењу мреже библиотека, а библиотекарима за значајне резултате у раду, унапређење библиотекарства и друштвену афирмацију библиотекарског позива
- Награда „Најбољи библиотекар“ - за значајне резултате на унапређењу библиотечке струке - Библиотекарско друштво Србије
- Награда "Стојан Новаковић" - за објављено дело на српском језику из области библиотечко-информационе делатности - Библиотекарско друштво Србије

### Књижевност, новинарство
- Андрићева награда - за причу или збирку прича написану на српском језику
- Књижевна награда „Библиос” - додељује  Библиотека „Влада Аксентијевић” у Обреновцу
- Вибова награда - младим писцима за допринос у области сатире
- Златно Гашино перо - Фестивал хумора за децу, Лазаревац
- Златни сунцокрет- Виталова награда - Врбас
- Златни прстен Деспота Стефана Лазаревића - Багдала - Крушевац
- "Златно перо“- Пожаревац
- Змајева награда - Матица српска, Нови Сад
- Награда Биљана Јовановић
- Књижевна награда „Звонимир Шубић” – за најбољу необјављену приповетку – додељује СПКД „Просвјета”
- Књижевна награда Андра Гавриловић — Свилајнац
- Међународна награда „Арка” - књижевна награда - Издавачка кућа „Арка” Смедерево
- Међународна награда „Нови Сад“ - књижевна награда - Друштво књижевника Војводине
- Награда Бранко Ћопић - за поезију и прозу - Београд
- Награда „Борисав Станковић“ - књижевна награда - Врање
- Награда Борислав Пекић
- Награда „Васко Попа“ - Вршац
- Награда „Вељкова Голубица“ - Сомбор
- Награда Владимир Ћоровић - за најбоље историјско дело, додељује се на сусретима писаца и историчара у Гацком и Билећи
- Награда „Дејан Медаковић”
- Награда „Десимир Тошић“ -за публицистику - „Службени гласник“ - Београд
- Награда „Димитрије Митриновић“ - за роман
- Награда "Доситејево перо"
- Награда Доситејев штап
- Награда „Драгиша Кашиковић“ - награда за новинарство
- Награда Драинац - Прокупље
- Награда Дрво живота
- Награда „Драгојло Дудић“ - награда Фондације Драгојло Дудић
- Награда „Душан Васиљев“ - књижевна награда - Кикинда
- Награда „Ђорђе Јовановић“ - за књигу есеја и књижевне критике објављену између два међународна сајма књига у Београду - додељује Библиотека „Ђорђе Јовановић“, Стари град
- Награда за животно дело Друштва књижевника Војводине
- Награда „Златни Орфеј“- Јагодина
- Награда „Женско перо“ - додељује часопис „Базар“ - Београд
- Награда „Извиискра Његошева“ - Награда Еперхије будимљанско-никшићке
- Награда „Јелена Балшић“
- Награда „Југ Гризељ“ (за достигнућа у истраживачком новинарству у служби развијања пријатељства међу људима и уклањања граница међу народима)
- Награда „Зоран Мамула“ - за достигнућа у радио-новинарству - Београд
- Награда Искре културе Војводине
- Награда „Исидориним стазама“ - књижевност - Београд
- Награда Исидора Секулић - књижевност -Општина Врачар, Београд
- Награда „Кнегиња Милица“ - за допринос српској књижевности, култури, духовности, као и за неговање хуманизма, човекољубља и очување православне традиције
- Награда „Кочићева књига“ - књижевност - Бањалука-Београд
- Награда «Књига године» - Београд
- Награда „Лаза К. Лазаревић“ - за најбољу необјављену српску приповетку - Шабац
- Награда Лазар Вучковић
- Награда „Лазар Комарчић“ - научна фантастика
- Награда Лаза Костић
- Награда „Љубомир Дамњановић“ - научна фантастика
- Награда „Меша Селимовић“ - за роман
- Награда Микина чаша - додељује Књижевна колонија Сићево
- Награда „Милан Богдановић“ - за књижевну критику, Београд
- Награда Милован Глишић - за приповетку, Ваљево
- Награда Милош Црњански - Београд
- Награда „Бошко Миловановић” – за најбољи новинарски текст – додељује СПКД „Просвјета”
- Награда „Мића Поповић“ - за стваралаштво
- Награда „Минерва“ - Торонто
- Награда „Мома Димић” - за прозно дело које на уметнички релевантан начин остварује везе са другим културама, Библиотека града Београда
- Награда Момо Капор, за ликовну уметност и књижевност, Београд
- Награда Најбоље из Баната- Удружење књижевника Баната
- Награда Народне библиотеке Србије за најчитанију књигу године
- Годишња награда НДНВ - Независно друштво новинара Војводине
- Књижевна награда Невен
- Награда „Никола Бурзан“ - за фотографију
- Награда „Никола Милошевић“ - за теорију књижевности и уметности - Београд
- Награда НУНС-а Душан Богавац (за етику и храброст) (НУНС - Независно удружење новинара Србије)
- Награда „Оскар Давичо“ за најбољу књигу први пут објављену у претходној години, додељују новине „Борба“
- Награда Песничка хрисовуља - Параћин
- Награда „ПЕЧАТ КНЕЗА ЛАЗАРА” - Прилипац
- Печат времена - додељује се у две категорије, за књижевност и за науку и друштвену теорију
- Награда Политикиног Забавника - књижевност за младе - Београд
- Награда часописа Сизиф - за најбољи необјављени роман на српском језику
- Награда Раваничанин - Параћин
- Награда Раде Обреновић - за најбољи роман за децу, додељују Змајеве дечје игре
- Награда Раде Томић - за најбољи песнички рукопис, додељују Уметничка Академија Исток - Књажевац
- Награда „Радоје Домановић“ - сатира
- Награда Рамонда Сербика - додељује Књижевна колонија Сићево
- Награда „Рачанска повеља“ - Манастир Рача
- Награда Светозар Ћоровић - награда за прозу, која се дели на сусрету писаца и историчара у Гацком и Билећи
- Награда ’’Славиша Николин Живковић’’ - награда за најбољи необјављен рукопис, Друштво књижевника и књижевних преводилаца Ниша
- Награда „Србољуб Митић“ - Мало Црниће
- Награда „Станислав Сташа Маринковић“ - новинарски рад
- Награда “Стеван Пешић”, за прозу, поезију, есеј, путопис и драму - градска библиотека Новог Сада и Савет Месне заједнице Ковиљ
- Награда Стеван Сремац за новинску причу - Ниш, не додељује се од 1996
- Награда „Стеван Сремац“ - за роман или књигу прича, Ниш
- Награда српског књижевног друштва „Биљана Јовановић“ - за најбољи роман на српском језику објављен прошле године
- Награда „Тимочка лира“ - Књажевац
- Награда „Тодор Манојловић“
- Награда „Троношки родослов” - манастир Троноша
- Награда „др Шпиро Матијевић“ награда индустрије меса „Матијевић“
- Награда „Шушњар“ - Оштра Лука, Република Српска
- Награде Удружења новинара Србије - Београд
- Награде Удружења спортских новинара Београда - Београд
- НИН-ова награда (књижевна награда критике за најбољи роман године)
- Нолитова награда
- Плакета Удружења књижевника Србије - Удружење књижевника Србије, Београд
- Повеља „Златна српска књижевност“ - Научни фонд Александра Арнаутовића - Катедра за српску књижевност Филолошког факултета у Београду
- Повеља Змајевих дечјих игара - књижевност за децу
- "Повеља Карађорђе“ - за животно дело - Младеновац
- Повеља Удружења књижевника Србије за животно дело - Удружење књижевника Србије, Београд
- Награда Венац Лазе Костића (Градска библиотека и УГ Раванградско пролеће -Сомбор)
- Награда "Живојин Павловић" (за прозу - КК"Ђура Јакшић" Јагодина)
- Награда "Жикица Јовановић Чичак" (за савремени допринос српској сатири) КК "Ђура Јакшић" Јагодина

### Поезија
- Царица Теодора - за поезију - Ниш
- Дисова награда - за „песнички рукопис“ - Чачак
- Жичка хрисовуља - песничка награда, Краљево - Жича
- Златни кључ Смедерева - за животно дело песника из целог света - Смедерево
- Инстелова награда - за поезију
- Награда Бранко Миљковић - за поезију - Ниш
- Награда „Бранко Радичевић“ - новоустановљена награда (од 2006)
- Награда Друштва књижевника Војводине „Бранкова награда“ - за песнике до 29 година
- Књижевна награда „Госпођин вир“ - за роман, есеј, за поезију, збирку приповедака - Пожаревац
- Награда Васко Попа - за најбољу књигу на српском језику - Вршац
- Награда „Војислав Илић Млађи“ - за сонет
- Награда „Десанка Максимовић“ - Бранковина
- Награда „Драинац“ - Прокупље
- Награда Ђура Јакшић - за најбољу збирку поезије у прошлој години - Српска Црња
- Награда „Заплањски Орфеј“ - за поезију - Гаџин Хан
- Награда „Златна Струна“ - за поезију - Смедерево
- Награда Златни кључић - за дечју поезију - Смедерево
- Награда Јован Дучић - Требиње
- Награда „Матићев шал“
- Награда књижевног клуба „Моравски токови“ - за поезију о вину
- Награда Ленкин прстен - за најлепшу љубавну песму у прошлој години - Србобран
- Награда Милан Ракић - Удружење књижевника Србије, Београд
- Награда Милутин Бојић - Библиотека „Милутин Бојић“, Београд
- Награда „Одзиви Филипу Вишњићу“ - за савремено родољубиво песништво, Орашац
- Награда "Душан Срезојевић" - за поезију, КК "Ђура Јакшић" Јагодина

### Преводилаштво
- Награда „Др Јован Максимовић“ - за најбољи превод руске прозе
- Награда Љубиша Рајић - за први превод прозе и поезије са било ког језика
- Награда „Милош Н. Ђурић“ - за преводилаштво
- Награда „Михајло Ђорђевић“ за превод са енглеског језика
- Награда Удружења књижевних преводилаца за животно дело
- Награда Радоје Татић - за најбољи превод са шпанског и португалског језика у областима поезије, прозе и есеја

### Позориште, филм, телевизија, радио
- "Велика Жанка“
- Велика награда фестивала дечјег анимираног филма - Ћуприја
- Годишња награда ЈДП
- Гран при „Татјана Лукјанова“ - награда Београдског драмског позоришта
- Златна антена за најбољу ТВ серију
- Златна антена за најбољу глумицу у главној улози
- Мија Алексић — бити глумац
- "Награда Ардалион“ - Ужице
- Награда „Александар Лифка“ - Суботица-Палић, за допринос Европском филму
- Награда „Бојан Ступица“
- Награда „Бора Михаиловић“ - Крушевац
- Награда „Борислав Михајловић Михиз“
- Награда „Бранка и Млађа Веселиновић“
- Награда „Бранислав Нушић“ - Удружење драмских писаца Србије
- Награда Добричин прстен (глумцу за животно дело)
- Награда „Зоранов брк“ - новинарска награда глумцу Зајечар
- Награда Зоран Радмиловић - награда за глумачку бравуру коју додељују „Новости“ у оквиру Стеријиног позорја
- Награда „Златни печат“ - највише признање Југословенске кинотеке.
- Награда жирија српске секције ФИПРЕСЦИ за најбољи филм
- Награда за лепоту говора „Бранивој Ђорђевић“ - додељује Југословенско драмско позориште.
- Награда „Љубинка Бобић“ - за најбоље глумачко остварење у области комедије
- Статуета „Јоаким Вујић“ - за изузетан допринос развоју позоришне уметности Србије - Књажевско-српски театар из Крагујевца
- Прстен са ликом Јоакима Вујића - за изузетан допринос развоју Театра и афирмацији његовог угледа у земљи и иностранству. - Књажевско-српски театар из Крагујевца
- Награда „Јосип Кулунџић“ за најбољу драму, Факултет драмских уметности у Београду
- Награда Мија Алексић - за најбољу представу на Данима комедије у Јагодини
- Награда „Милош Жутић“ - за глумачка достигнућа, Београд
- Награда Миодраг Ђукић - за афирмисање драмског стваралаштва
- Награда Миодраг Петровић Чкаља - за најсмешнију представу на Данима комедије у Јагодини, по оцени публике
- Награда Никола Милић - за најбољу епизодну улогу на Данима комедије у Јагодини
- Награда „Павле Вуисић“ - за животно дело
- Награда „Политике“ - за најбољу режију на БИТЕФ-у
- Награда «Поглед у свет»
- Награда „Предраг Томановић“ - Нови Сад
- Награда „Раша Плаовић“ - Београд
- Награда „Татјана Лукјанова“ - Београдско драмско позориште
- Награда „YU Fipresci“ - Београд
- Награде Битефа - Београд
- Награде Новог фестивала ауторског филма
- Нушићева награда - Смедерево, манифестација „Нушићеви дани“
- Плакета Народног позоришта у Београду
- Признање за најбоље ауторско достигнуће камере «Александар Петковић»
- Стеријина награда
- Статуета Статуета „Љубиша Јовановић“ - додељује се у Шапцу
- Статуета „Златни ћуран“ - додељује се у Јагодини глумцу за животно дело
- Златна колајна - фестивал монодраме у Земуну
- Штап Миливоја Живановића - за аматере глумце - у Прокупљу
- Награда „Миливоје Живановић“ - за глумце током „Дана Миливоја Живановића“ - у Пожаревцу
- Награда Цар Константин - награда за најбољег глумца на Нишким Филмским Сусретима
- Награда Царица Теодора - награда за најбољу глумицу на Нишким Филмским Сусретима

### Музика
- Нишвилова награда за животно дело — Нишвил, Ниш
- Награда УМУС — Удружење музичких уметника Србије, Београд
- Награда Дарко Краљић — Удружење композитора Србије, Београд
- Награда Струне од светла — Фондација Саше Радоњића, Нови Сад
- Награде Годум — Удружење музичара џеза, забавне и рок музике Србије, Београд
- Награда Милан Младеновић — Задужбина Милана Младеновића, Београд

### Сликарство и вајарство
- Гран при „Сува игла“ - Ужице
- Велика награда Тријенала - за керамику
- "Златни осмех“ - за карикатуру
- Награда „Божа Илић“ - Пријепоље
- Награда „Иван Табаковић“ - Београд
- Награда „Мали печат“ - за графику
- Награда Мића Поповић - за афирмацију стваралаштва
- Награда Момо Капор, за ликовну уметност и књижевност
- Награда Ненад Чонкић, за дизајн
- Награда „Павле Васић“ - примењена уметност и дизајн
- Награда „Пјер“ - за карикатуру
- Награда „Радомир Станић“ - Друштво конзерватора Србије
- Награда „Ранко Радовић“ - архитектура
- Награда Сава Шумановић - сликарство, Нови Сад

### Стрип
- Награда „Бранко Плавшић“, Крагујевац
- „Златни крагуј“, Крагујевац (не додељује се више)
- Награда Међународног салона стрипа, Београд
- Меморијална плакета „Никола Митровић - Кокан“, Лесковац
- Награда Салона стрипа, Зајечар (не додељује се више)

### Историја уметности
- Награда „Лазар Трифуновић“ - Београд
- Награда „Павле Васић“ - Београд

### Игра
- Награда „Димитрије Парлић“ - балет
- Награда „Јелена Шантић“ - Београдски фестивал игре

## Спорт
- Награда најбољи спортиста Војске Србије - награда магазина „Одбрана“
- Награда "Достојан пријатељ Балкана“

## Туризам
- Туристички цвет (награда), награда Туристичке организације Србије